# Нижній Качмаш
Нижній Качма́ш (рос. Нижний Качмаш, башк. Түбәнге Ҡасмаш) — присілок у складі Калтасинського району Башкортостану, Росія. Адміністративний центр Нижньокачмашівської сільської ради.
Населення — 471 особа (2010; 514 у 2002).
Національний склад:
- марійці — 92 %